# Mistrovství světa v biatlonu 2024 – závod s hromadným startem žen
Závod s hromadným startem žen na Mistrovství světa v biatlonu 2024 se konal v neděli 18. února v Novém Městě na Moravě na biatlonovém stadionu Vysočina Arena jako poslední ženský závod šampionátu. Start závodu proběhl v 14:15 hodin středoevropského času.
Do závodu nastoupilo 30 biatlonistek – závodnice hodnoceny do 15. místa v celkovém pořadí světového poháru před začátkem mistrovství světa, všechny individuální medailistky z dosavadního průběhu šampionátu a závodnice, které na mistrovství v jednotlivých závodech skončily kumulativně nejlépe podle součtu bodů, které by obdržely, pokud by závody byly započítány do hodnocení světového poháru, se základním omezením počtu maximálně čtyř závodnic na jednu národní výpravu.
Obhájkyní vítězství byla Švédka Hanna Öbergová, která po třech netrefených terčích dojela devátá.
Vítězkou se stala úřadující olympijská vítězka z této disciplíny Francouzka Justine Braisazová-Bouchetová, která v závodě neudělala ani jednu střeleckou chybu. Získala tak pátou medaili na končícím šampionátu a po triumfech v ženské, rep. smíšené štafetě první individuální cenný kov, který představoval její vůbec premiérový titul mistryně světa z individuálních závodů.
Druhé místo obsadila Italka Lisa Vittozziová, která jako jediná během šampionátu dokázala narušit v ženské části soutěží narušit francouzskou nadvládu. Získala na závěr končícího šampionátu čtvrtou medaili a třetí stříbrnou a celkově dvanáctou v kariéře. Stupně vítězek zkompletovala Francouzka Lou Jeanmonnotová, která takže v Novém Městě vystoupala na medailové pozice počtvrté a v individuálních závodech po bronzu ve sprintu podruhé.

## Průběh závodu
Po první střelbě se do čela dostala s malým náskokem Francouzka Julia Simonová. Ta však při druhé střelbě nezasáhla jeden terč, a tak ji předjely čtyři soupeřky: její krajanka Justine Braisazová-Bouchetová, Italka Lisa Vittozziová a Norky Juni Arnekleivová s Ingrid Landmark Tandrevoldovou. Při třetí střelbě se více chybovalo, a tak si na prvních dvou místech upevnily postavení Braisazová-Bouchetová a Vittozziová. Simonová velmi rychle běžela, před poslední střelbou dojela třetí Lou Jeanmonnotovou, ale zde opět nezasáhla jeden terč a nakonec skončila čtvrtá. Na prvních třech místech jely s odstupy Braisazová-Bouchetová, Vittozziová a Jeanmonnotová, které také v tomto pořadí dojely do cíle.
Do závodu se z českých reprezentantek probojovala jen Markéta Davidová. Předvedla opět dobrý běh, ale při úvodních třech střeleckých položkách nezasáhla vždy jeden terč a pohybovala se kolem 20. pozice. Poslední střelbu zvládla bezchybně a posunula se na 15. místo, na kterém také dojela do cíle.

## Výsledky
| Pořadí | č. | závodnice                         | stát      | střelba (L+L+S+S) | čas     | ztráta  |
| --- | -- | --------------------------------- | --------- | ----------------- | ------- | ------- |
| Zlatá medaile | 3  | Justine Braisazová-Bouchetová     | Francie   | 0 (0+0+0+0)       | 34:37,2 |         |
| Stříbrná medaile | 2  | Lisa Vittozziová                  | Itálie    | 0 (0+0+0+0)       | 35:08,4 | +31,2   |
| Bronzová medaile | 5  | Lou Jeanmonnotová                 | Francie   | 1 (1+0+0+0)       | 35:33,9 | +56,7   |
| 4. | 1  | Julia Simonová (r)                | Francie   | 3 (0+1+1+1)       | 36:02,1 | +1:24,9 |
| 5. | 11 | Vanessa Voigtová                  | Německo   | 0 (0+0+0+0)       | 36:06,9 | +1:29,7 |
| 6. | 29 | Lisa Theresa Hauserová            | Rakousko  | 1 (0+0+0+1)       | 36:14,1 | +1:36,9 |
| 7. | 17 | Anna Gandlerová                   | Rakousko  | 2 (0+1+0+1)       | 36:22,0 | +1:44,8 |
| 8. | 28 | Tuuli Tomingasová                 | Estonsko  | 1 (1+0+0+0)       | 36:24,1 | +1:46,9 |
| 9. | 14 | Hanna Öbergová (g)                | Švédsko   | 3 (1+1+1+0)       | 36:25,6 | +1:48,4 |
| 10. | 6  | Ingrid Landmark Tandrevoldová (y) | Norsko    | 3 (0+0+3+0)       | 36:26,0 | +1:48,8 |
| 11. | 9  | Franziska Preussová               | Německo   | 1 (0+1+0+0)       | 36:29,1 | +1:51,9 |
| 12. | 22 | Regina Ermitsová                  | Estonsko  | 1 (0+0+1+0)       | 36:33,9 | +1:56,7 |
| 13. | 12 | Juni Arnekleivová                 | Norsko    | 2 (0+0+1+1)       | 36:48,3 | +2:11,1 |
| 14. | 24 | Lotte Lieová                      | Belgie    | 1 (0+0+0+1)       | 36:56,0 | +2:18,8 |
| 15. | 20 | Markéta Davidová                  | Česko     | 3 (1+1+1+0)       | 37:06,0 | +2:28,8 |
| 16. | 26 | Natalia Sidorowiczová             | Polsko    | 2 (0+0+1+1)       | 37:15,7 | +2:38,5 |
| 17. | 15 | Linn Perssonová                   | Švédsko   | 3 (1+0+1+1)       | 37:15,9 | +2:38,7 |
| 18. | 16 | Sophie Chauveauová                | Francie   | 5 (2+2+0+1)       | 37:18,2 | +2:41,0 |
| 19. | 10 | Karoline Offigstad Knottenová     | Norsko    | 2 (0+1+0+1)       | 37:19,0 | +2:41,8 |
| 20. | 19 | Dorothea Wiererová                | Itálie    | 3 (0+2+0+1)       | 37:21,2 | +2:44,0 |
| 21. | 13 | Mona Brorssonová                  | Švédsko   | 2 (1+0+0+1)       | 37:37,1 | +2:59,9 |
| 22. | 7  | Elvira Öbergová (b)               | Švédsko   | 5 (1+2+2+0)       | 37:53,7 | +3:16,5 |
| 23. | 21 | Baiba Bendiková                   | Lotyšsko  | 6 (1+0+3+2)       | 37:56,1 | +3:18,9 |
| 24. | 8  | Lena Häckiová-Großová             | Švýcarsko | 5 (1+1+2+1)       | 38:01,6 | +3:24,4 |
| 25. | 30 | Joanna Jakiełová                  | Polsko    | 2 (0+1+0+1)       | 38:04,8 | +3:27,6 |
| 26. | 23 | Anna Magnussonová                 | Švédsko   | 4 (2+1+1+0)       | 38:38,2 | +4:01,0 |
| 27. | 18 | Chrystyna Dmytrenková             | Ukrajina  | 3 (1+0+1+1)       | 38:55,1 | +4:17,9 |
| 28. | 4  | Janina Hettichová-Walzová         | Německo   | 3 (1+0+1+1)       | 39:13,6 | +4:36,4 |
| 29. | 25 | Tamara Steinerová                 | Rakousko  | 4 (2+0+1+1)       | 39:34,9 | +4:57,7 |
| 30. | 27 | Selina Grotianová                 | Německo   | 7 (2+1+1+3)       | 40:09,6 | +5:32,4 |
| Zdroj: (y) – vedoucí závodnice světového poháru, (r) – vedoucí závodnice hodnocení disciplíny, (b) – nejlepší závodnice do 25 let, (g) – obhájkyně vítězství |    |                                   |           |                   |         |         |